# GRB 100621A
GRB 100621A – rozbłysk gamma zaobserwowany 21 czerwca 2010 roku.
Był to wówczas najjaśniejszy rozbłysk, jaki obserwatorium rentgenowskie Swift wykryło od początku swoich obserwacji prowadzonych od 2005 roku. Rozbłysk był tak silny, że na początku satelita został na chwilę „oślepiony” zbyt intensywnym promieniowaniem. Źródło rozbłysku znajdowało się około 5 mld lat świetlnych od naszej Galaktyki.
Jest to najpotężniejszy ze wszystkich odkrytych dotychczas rozbłysków gamma. Natomiast najjaśniejszym obserwacyjnie rozbłyskiem gamma jest GRB 130427A odkryty 27 kwietnia 2013.